# 多巴达恩城堡
多巴达恩城堡 （Dolbadarn Castle）是卢埃林大帝於13世纪初建造的防御工事，它位于威爾斯北部。1284年，爱德华一世為了建造加拿分城堡，將城堡上的一些木頭拆下。到了18世纪，多巴达恩城堡已破敗不堪，並且城堡內也不再有人居住。 从1760年代开始，許多人來到多巴达恩城堡附近並創作了多幅以多巴达恩城堡為主題的繪畫。 1941年，迈克尔·达夫將剩下的城堡建築捐贈給国家。 目前多尔巴达恩城堡是一级登錄建築。

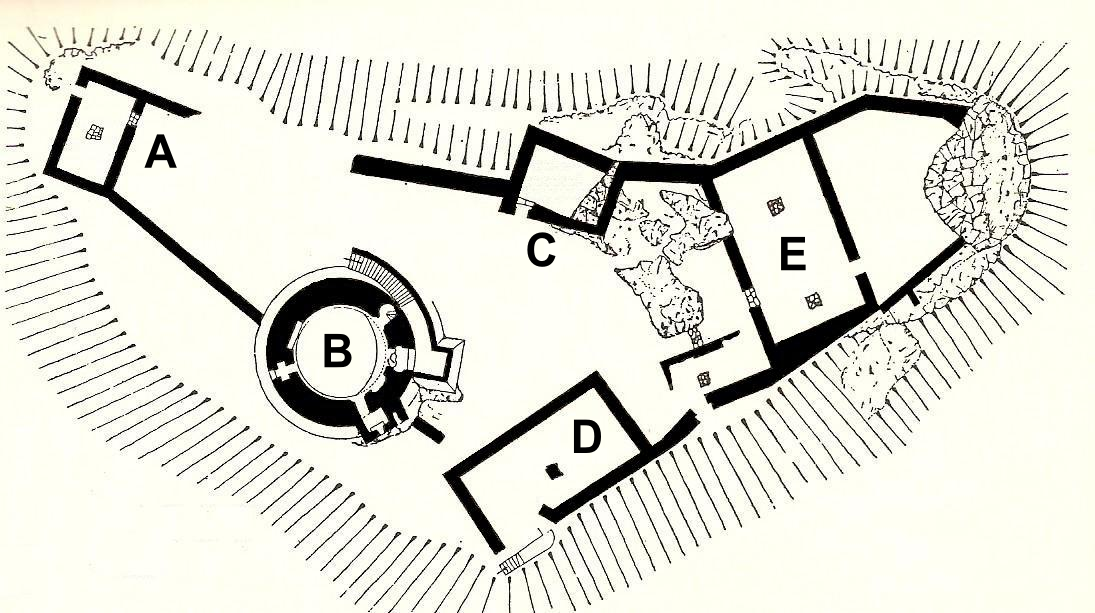
城堡平面图